# Sabrody (Bohoduchiw)
Sabrody (ukrainisch Заброди; russisch Заброды) ist ein Dorf im Nordwesten der ukrainischen Oblast Charkiw mit etwa 600 Einwohnern (2004).
Das 1794 gegründete Dorf liegt am linken Ufer der Merla, einem 116 km langen Nebenfluss der Worskla, 8 km östlich vom Rajonzentrum Bohoduchiw und 60 km nordwestlich vom Oblastzentrum Charkiw.
Am 12. Juni 2020 wurde das Dorf ein Teil der neugegründeten Stadtgemeinde Bohoduchiw, bis dahin bildete es zusammen mit den Dörfern Filatowe (Філатове), Losowa (Лозова), Nowoseliwka (Новоселівка) und Woskobijnyky (Воскобійники) die gleichnamige Landratsgemeinde Sabrody (Забродівська сільська рада/Sabrodiwska silska rada) im Osten des Rajons Bohoduchiw.

## Söhne und Töchter der Ortschaft
- Petro Tronko (1915–2011), sowjetischer Offizier sowie ukrainischer Historiker und Politiker kam im Dorf zur Welt.